# Броктон (Илиноис)
Броктон (енгл. Brocton) град је у америчкој савезној држави Илиноис.

## Демографија
По попису из 2010. године број становника је 322, што је 0 (0,0%) становника више него 2000. године.
| Група             | 2000.       | 2010.       |
| Белци             | 321 (99,7%) | 314 (97,5%) |
| Афроамериканци    | 0 (0,0%)    | 0 (0,0%)    |
| Азијати           | 0 (0,0%)    | 0 (0,0%)    |
| Хиспаноамериканци | 0 (0,0%)    | 4 (1,2%)    |
| Укупно            | 322         | 322         |